# 当事者
当事者（とうじしゃ、英語: party）は、直接ある事柄、事件または法律関係に関係している者をいう。対義語は第三者。

## 法律用語としての「当事者」
法律用語としては、主に民事法において用いられる。ここでの起きている問題とは事件や紛争などの出来事を、また直に体験したとは主体として関わった人物を指す。

### 日本法

#### 民事実体法
当事者の主観的状態が意思表示（法律行為）の効力に影響を及ぼす場合がある。（錯誤、詐欺、強迫など）。また、当事者間では有効な法律行為でも、対抗要件の具備を怠ると第三者に対抗できない場合もある（民法第177条など）。

#### 民事訴訟法
「その名において訴え又は訴えられた者」と定義される（形式的当事者概念）。

##### 当事者の確定
訴訟要件の判断や既判力の主観的範囲を決定するために、誰が当事者の地位についているかを明らかにする必要が生じる（当事者の確定）。諸説あるが、訴状に記載された者を基本的に当事者とすべきとする説（表示説）が通説的な見解であり、基本的には同説に従って処理すれば問題は生じない。
例外は以下のような場面が考えられる。
氏名冒用訴訟
訴状に記載された当事者の名前や住所が架空人のものであったり、他人を騙ったものであったりすることがありうる（氏名冒用訴訟）。被告の氏名が冒用された場合には、判決の騙取（訴訟詐欺）の問題が生じる。
判決の騙取は滅多に発生するものではないが、実例がないわけではない。
被冒用者は、訴訟に関与していなかった以上当事者として解されるべきではなく、冒用者が当事者と確定することになる。
判決を騙取された被告（被害者）は、騙取判決を債務名義として強制執行をかけられた場合は、当該判決の効力は自分には及ばないとして請求異議の訴えを提起することもできるし、形式上自己を名宛人として存在する確定判決を排除するために民事再審の訴えを提起することもできる。
死者名義訴訟
当事者の少なくとも一方が死亡している訴訟をいう。日本法では死者に権利能力は認められず、当事者能力も認められないため問題となる。
原告が被告が既に死亡していることを知らずに訴えを提起したか、原告が訴状提出後送達前（訴訟係属前）に死亡した場合に生ずる。当事者が死亡しているため原則的に不適法な訴えとなるが、原告死亡の場合には相続人に受継させることが考えられる。被告が死亡していた場合には原則的に判決は無効となるが、相続人が事実上当事者として行動していた場合には相続人が当事者として確定される。
法人格否認
被告が法人格を濫用したり形骸化させたりしていた場合、実体法上法人格否認の法理の問題が生じるが、訴訟法上の当事者の確定の問題も生じる。特に、執行裁判所は原則的に債務名義に明記された被告しか債務者として扱わないので、執行の場面まで考えると深刻な問題となる。
仮に執行裁判所が債務名義の名宛人と異なる背後者に対する強制執行を受理したとしても、第三者異議の訴えが提起されることが考えられ、事態は複雑化する。対策としては債務名義の当事者として背後者まで含めて確定しておくことが考えられるが、訴訟法上法人格否認の法理がどこまで適用できるかは学説上も検討が進んでいない。

##### 当事者能力
訴訟の当事者たりうる一般的な資格（その名において訴え、または訴えられる資格）のことを当事者能力という。
原則的に実体法上権利能力を有すれば当事者能力が認められるが、そうでなくとも当事者能力が肯定される場合がある（法人格のない社団および法人格のない財団、民事訴訟法第29条）。

##### 当事者適格
個々の訴訟において、当事者として訴訟を追行し、判決などの名宛人となることができる資格を当事者適格という。
一般の民事訴訟で問題となることは少ないが、行政事件訴訟法においては要件が厳格に定められており、裁判例も蓄積されている。

### 各国法における当事者

#### アメリカ法
アメリカ合衆国においては、以下に詳述するように、民事・刑事訴訟の双方において、被告または被告人を「John Doe」または「Jane Doe」（氏名不詳者または名無しの権兵衛の意）と記載する場合がある。

##### アメリカの民事手続
アメリカの民事手続においては、氏名不詳の被告、すなわち訴訟が開始される前に原告によって本名が特定できない被告に対しても訴訟提起が認められることがある。
例えば発信者情報開示請求訴訟においてこの手法が用いられる。すなわち、アメリカ合衆国においては、最初から発信者自身（提起時には当然氏名不詳）を被告として訴訟を提起し、プロバイダに対して文書提出命令（英語: subpoena）に基づいて発信者情報の開示を求める形式を取っている。

###### 不法行為に基づく損害賠償請求訴訟
医療過誤などの多くの不法行為に基づく損害賠償請求権に関する消滅時効期間は一般に非常に短いため、このような訴訟を提起しようとする者は、時効完成前に訴訟を提起するため、被告の氏名を「John Doe」などと記載して訴えを提起することがある。一般に、この訴訟戦術により時効の完成は猶予される。原告は、証拠開示手続によって被告の本名が判明した場合は、裁判所の許可を得てこれを置き換えることができる。
たとえば、医療過誤の場合、治療中に長期間意識を失っていた場合などには、原告は治療を担当した医師や看護師の氏名を知らないことがある。この場合、訴訟提起の時点では、どの医療従事者が過失の主体であったかを判断することが不可能となるため、原告は治療に関与したすべての人物を訴えなければならないことになる。しかし、原告が利用できる医療記録は限られているか、非専門家には理解困難なことがあり得、また、記録を保有している病院は、訴訟が係属中でない限り記録の公開を拒否することがある。
通常、原告は次のように訴状に記載する。
原告甲が被告乙病院および被告ジョン・ドゥ医師に対し訴訟を提起する場合：
| 1. 被告乙病院は、米国丙市に所在する病院である。 2. 被告ジョン・ドウは、被告乙病院に雇用されている医師であり、関連する期間を通して、原告の治療を担当した医師であった。原告が担当医を特定するために最善を尽くしたにもかかわらず、担当医の身元は判明していない。 |

このように訴訟が提起されると、原告は通常、被告の本名を特定するために、可及的速やかにディスカバリー（証拠開示）手続を進めることを求められる。原告の対応が遅すぎる場合、裁判所は、被告の本名が判明しても訴状の訂正を許可しないことがあり得、そうなれば本当の被告に対する請求は消滅時効にかかる可能性がある。ただし、氏名不詳の被告または他の被告が本名の解明を妨害し、または協力を拒否した場合はこの限りではない。

##### アメリカの刑事手続
アメリカの刑事手続においても、被告人の身元を特定できない場合、DNA型情報などにより特定する形で起訴することがある。これをジョン・ドウ起訴（ジョン・ドウきそ、英語: John Doe indictment）という。
2000年代に入ると、犯罪捜査におけるDNA型鑑定の精度が著しく向上し、他人を犯人と誤る確率は小さくなった。こうした状況を踏まえ、アメリカ合衆国連邦レベルでは、2003年の立法により、被疑者の身元が特定できない事件でも、性的虐待に関する罪（強姦や強制わいせつなど）の起訴については、特定のDNAプロファイルを持つ者として起訴すれば足り、この方法による起訴が公訴時効期間内になされていれば時効にはかからないものとされた。また、いくつかの州においても同様の立法ないし運用がみられる。
起訴することで公訴時効を停止させられるため、将来、偶発的に被疑者が他の案件で逮捕された際、DNAの採取でジョン・ドウ起訴がなされた事件の被告人との同一性が確認されれば、これを処罰することが可能となるというメリットがある。
ジョン・ドウ起訴の手法には合憲性に疑義が呈されていたが、アメリカ合衆国の多くの州で裁判所は合憲の判断をしている。しかし、ジョン・ドウ起訴により無罪推定や公訴時効の諸原則が有名無実化し、刑事司法の制度そのものを破壊するとの批判もある。

### 関連する法律用語
- 当事者能力
- 当事者適格
- 原告
- 被告
- 訴訟担当
- 加害者
- 被害者
- 証人

## 福祉用語としての「当事者」
福祉分野で使われるときは、起きている問題とは何らかの社会問題である。広義ではその家族や支援者も含めるが、社会問題をかかえる本人を指していることが多い。
障害が問題の現場で使用されることが多いが、難病や暴力・犯罪被害などに広く用いられる。この分野の研究は当事者研究と呼ばれ、当事者が主に自助のために作っている当事者団体を介して行われることが多い。